# Preußer (Familie)
Die Familie Preußer war eine bedeutende Kaufmannsfamilie in Leipzig, die seit der ersten Hälfte des 15. Jahrhunderts zur ökonomischen und politischen Führungsschicht der Stadt zählte. Zwischen 1432 und 1641 gehörten insgesamt acht Familienmitglieder dem Leipziger Rat an.

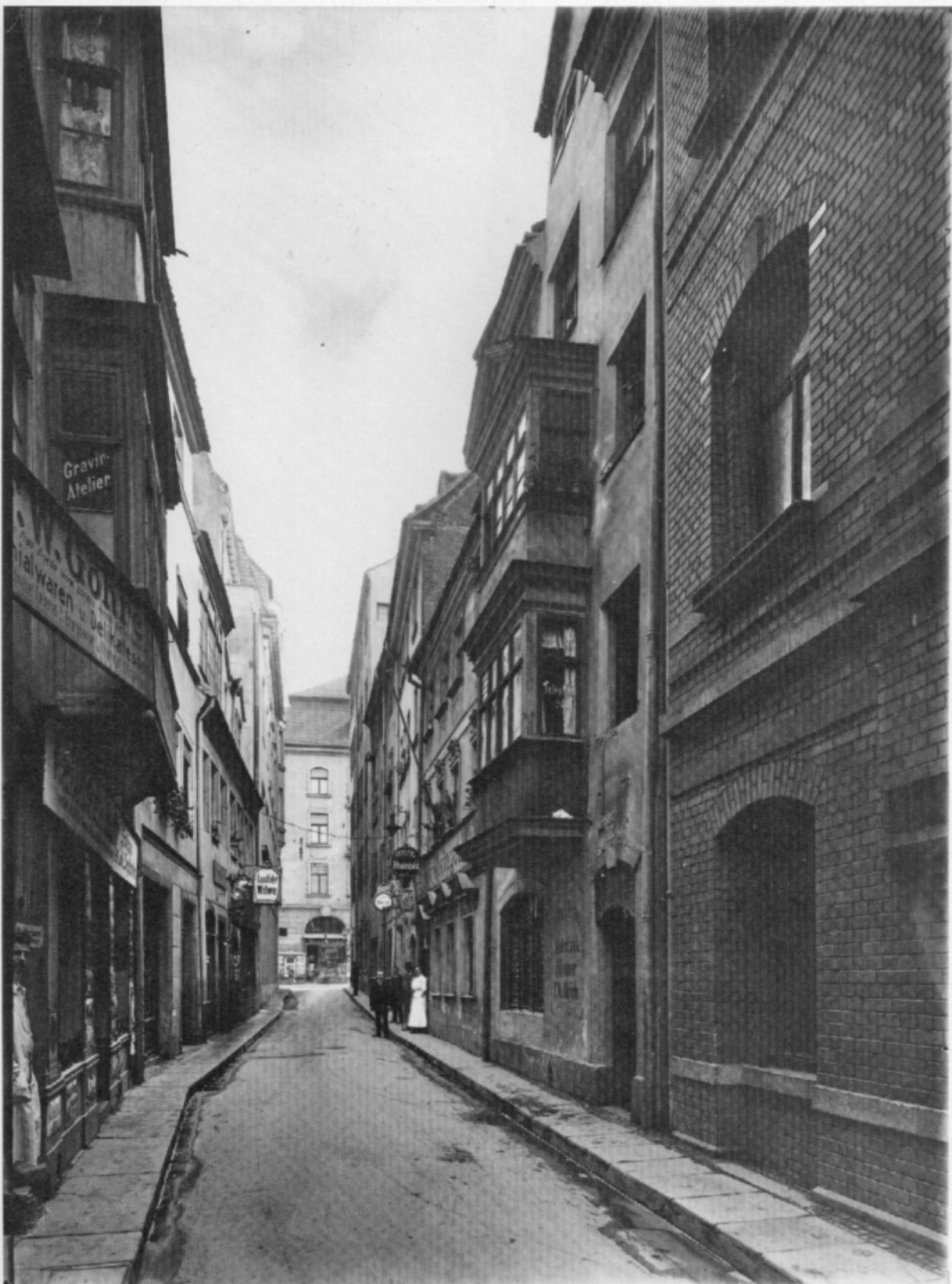
Das Preußergäßchen 1903 nach Osten

In der Stadt besaßen die Preußers die Häuser Markt 11 (später Aeckerleins Hof) und Petersstraße 25 und einen Handelshof (Preußers Hof) in der südlichen Altstadt. Letzterer wurde 1552 abgerissen und über sein Gelände eine Verbindungsstraße zwischen Petersstraße und Neumarkt angelegt, die beiderseits mit Mietshäusern bebaut wurde. Sie erhielt den Namen Preußergäßchen und besteht bis heute.
Die Familie strebte frühzeitig den Erwerb von Grundbesitz außerhalb des Stadtgebietes an. 1438 wurde Konrad Preußer (Bruser) mit dem Anwesen der „Altenburg“ vor dem Ranstädter Tor, dem Fischzoll zu Leipzig und dem Kirchlehn zu Seehausen belehnt. 1443 erwarb Cunz Preußer Althen. Auch das halbe Dorf Mockau wird 1456 im Besitz der Preußers erwähnt. Zwischen 1524 und 1540 erbaute Wolf Preußer das Vorwerk Thonberg. Im Bereich der heutigen Egelstraße in Leipzig hatte sich Wolf Preußer bereits 1521 den Egelpfuhl verlehnen lassen, den er zur Zucht von Blutegeln kommerziell nutzte.
Auch im erzgebirgischen Bergbau engagierte sich die Familie. Hans Preußer († 9. Mai 1549) besaß eine Grube in Schneeberg und gemeinsam mit Wolf Wiedemann Eisengruben in Oberschlema und Neustädtel sowie ein Hammerwerk. Der von Leipzig nach Antwerpen gegangene Heinrich Preußer war Gewerke in Marienberg.
Noch 1673 kaufte Johann Heinrich Preußer das halbe Dorf Plösen für 1425 Gulden. Nur 20 Jahre später, als 1692/93 eine Schuldforderung von 6000 Talern nicht beglichen werden konnte, wurden alle Güter zwangsversteigert. Möglicherweise hatten die Preußers mit der starken Ausrichtung auf Grundbesitz den Anschluss an das frühkapitalistische Bürgertum verloren, was letztlich zum Niedergang ihres Besitzes und ihres Einflusses führte. 
Mitglieder der Familie waren u. a.
- Hans Preußer († 1457), Ratsherr
- Cunz Preußer († 1500[7]), Ratsherr
- Dr. jur. utr. Johann Preußer, Ratsherr, kursächsischer Rat, Kanzler in Sachsen († 1507)
- Heinrich Preußer, um 1525 Faktor des Großhändlers Erasmus Schetz in Antwerpen[8]
- Wolf Preußer († 1548), Ratsherr
- Hans Preußer († 1549), Ratsherr (Baumeister)
- Christoph Preußer († 1555), Stadtrichter
- Wolf Heinrich Preußer († 1641), Ratsherr